# Бельфорте-Монферрато
Бельфорте-Монферрато (итал. Belforte Monferrato) — коммуна в Италии, располагается в регионе Пьемонт, в провинции Алессандрия.
Население составляет 449 человек (2008 г.), плотность населения составляет 51 чел./км². Занимает площадь 9 км². Почтовый индекс — 15070. Телефонный код — 0143.
В коммуне 8 сентября особо празднуется Рождество Пресвятой Богородицы.

## Демография
Динамика населения:

## Администрация коммуны
- Официальный сайт: